# Samuel Mansour
Samuel Mansour (* 12. Mai 1990 in Pabu) ist ein ehemaliger französischer Fußballspieler.

## Karriere
Mansour begann seine Karriere bei US Sénart-Moissy. 2011 ging er nach Kanada an die Laval University. 2012 zog es ihn in die USA an das Young Harris College. In den Sommermonaten 2013 spielte er für den Chattanooga FC. Für die Sommermonate 2014 schloss er sich Ocala Stampede an.
Im Februar 2015 wechselte er nach Österreich zum Regionalligisten WSG Wattens. Mit den Wattenern konnte er 2015/16 Meister der Regionalliga West werden und somit in den Profifußball aufsteigen. Sein Debüt in der zweiten Liga gab Mansour am ersten Spieltag der Saison 2016/17 gegen den FC Blau-Weiß Linz, als er in Minute 48 für Florian Buchacher eingewechselt wurde.
Nach der Saison 2016/17 verließ er die Wattener. Nach über eineinhalb Jahren ohne Verein wechselte Mansour im März 2019 nach Finnland zum Zweitligisten Haka Valkeakoski, bei dem er einen bis zum folgenden Dezember laufenden Vertrag erhielt. Doch schon im September 2019 beendete Mansour seine aktive Karriere.